# Phorbia semicircinata
Phorbia semicircinata är en tvåvingeart som beskrevs av Fan och Zheng 1993. Phorbia semicircinata ingår i släktet Phorbia och familjen blomsterflugor.
Artens utbredningsområde är Yunnan (Kina). Inga underarter finns listade i Catalogue of Life.